# Lamberts Corner
Lamberts Corner az Amerikai Egyesült Államok északnyugati részén, Washington állam Thurston megyéjében elhelyezkedő önkormányzat nélküli település.
A település névadója a helyi Lambert család.

## Fordítás
- Ez a szócikk részben vagy egészben  a   Lamberts Corner, Washington című angol Wikipédia-szócikk ezen változatának fordításán alapul.  Az eredeti cikk szerkesztőit annak laptörténete sorolja fel. Ez a jelzés csupán a megfogalmazás eredetét és a szerzői jogokat jelzi, nem szolgál a cikkben szereplő információk forrásmegjelöléseként.